# 이케하타 가나에
이케하타 가나에(일본어: 池端 花奈恵, いけはた かなえ, Ikehata Kanae, 1982년 12월 10일 ~)는 일본의 펜싱 선수로 주 종목은 플뢰레이다. 그녀는 2012년 하계 올림픽의 여자 플뢰레 개인전과 단체전에 출전하였다. 그녀는 개인전 8강에서 대한민국의 남현희에게 6-15로 대패하며 탈락하였다. 단체전에서 일본 대표팀은 러시아와의 8강전에서 17-45로 대패하며 탈락하였다.